# Hayato Araki
Hayato Araki (jap. 荒木 隼人, Araki Hayato; * 7. August 1996 in Kadoma, Präfektur Osaka) ist ein japanischer Fußballspieler.

## Karriere
Hayato Araki erlernte das Fußballspielen in den Jugendmannschaften von Gamba Osaka Kadoma, Sanfrecce Hiroshima sowie der Universitätsmannschaft der Kansai-Universität. Seinen ersten Profivertrag unterschrieb er 2019 bei seinem Jugendverein Sanfrecce Hiroshima. Der Verein aus Hiroshima, einer Hafenstadt im Südwesten der japanischen Hauptinsel Honshū, spielte in der höchsten Liga des Landes, der J1 League. Am 22. Oktober 2022 stand er mit Hiroshima im Endspiel des Japanischen Ligapokals. Hier besiegte man Cerezo Osaka mit 2:1. Am Ende der Saison 2024 wurde er mit Sanfrecce Hiroshima Vizemeister der Liga. Am 8. Februar 2025 gewann er mit Sanfrecce Hiroshima den japanischen Supercup. Das Spiel gegen den Meister Vissel Kōbe gewann man mit 2:0.

## Erfolge
Sanfrecce Hiroshima
- Japanischer Vizemeister: 2024
- Japanischer Ligapokalsieger: 2022
- Japanischer Supercup-Sieger: 2025